# 주둔 (닥터 후)
주둔 (Judoon)은 영국 SF 드라마 <닥터 후>와 그 스핀오프 드라마에 등장하는 외계 경찰 용병 종족으로, 2007년 방영된 시즌 3 에피소드 "Smith and Jones "(2007)에 처음 등장한다.

## 상세

### 모습
주둔은 은하계 경찰로 불리는 종족으로, 법의 책임을 물을 때에는 철두철미하고 전술도 몹시 철저하지만 지능이 뛰어난 모습은 그다지 보이지 않는다. 닥터도 주둔이 외관상으로는 군사경찰처럼 행동하지만 실제로는 누군가가 고용하면 따르는 "우주 깡패"에 지나지 않는다고 말한다. 지구에 대한 관할권은 없으며, 인간의 범죄를 처리할 권한도 없다. 그래서 지구의 병원으로 도망친 외계 범죄자를 색출하기 위해 그 병원을 통째로 달로 옮겼다. 그러나 자신들이 관할하는 행성의 모든 법률 (도로 속도제한)은 엄격히 준수한다. 주둔이 지니고 있는 무기는 에너지를 한순간에 내뿜어 인간을 태워버릴 수준이다.
주둔은 직립형 이족보행 생물로서 코뿔소 모양의 머리를 달고 있고 손가락이 네 개 뿐이다. 무거운 검은색 부츠와 두툼한 갑옷을 제복처럼 입고 다닌다. 닥터의 말에 의하면 주둔은 "엄청난 양의 폐활량"을 지니고 있어 제한된 산소 환경에서 오랜 시간 동안 생존할 수 있다. 피의 색깔은 노란색이다.

### 행적
2007년 방영된 시즌 3 1화 "Smith and Jones"에서 처음 등장하는 종족이지만, 10대 닥터 (데이비드 테넌트 분)는 이전에도 알고 있었다는 듯이 마사 존스 (프리마 아저먼 분)에게 주둔에 관한 지식을 상세히 설명해 준다. 주둔은 플라즈마보어 (Plasmavore) 출신의 외계 범죄자를 체포하러 지구로 왔는데, 이 범죄자는 플로렌스 피네건 (앤 레이드)라는 인간 행세를 하며 지구의 병원에 잠입해 있었으나, 지구에 대한 관할권이 없었던 관계로 그 병원에 산소막을 씌워 통째로 달에 옮겨다 놓는다. 전용 함선을 타고 달에 착륙해 병원으로 들어가 병원에 있던 인간 한명 한명을 스캐너로 검사하며 피네건을 색출하려 했으나, 피네건이 인간의 피를 빨아먹어 외계의 흔적을 숨겼기에 바로 찾는 못한다. 그러나 피네건이 실수로 닥터의 피를 빨아먹는 바람에 비인간임을 들켜 체포하는 데 성공한다. 주둔은 외계인 공주 살해 혐의로 피네건을 즉결 처형하고, 병원을 지구의 원래 자리대로 되돌려 놓는다.
2007년 방영된 스핀오프 드라마 <사라 제인 어드벤처>의 "Revenge of the Slitheen" 편에 등장한 슬리딘이 은하계 경찰이 자신들을 뒤쫓고 있다며 주둔의 이름을 거론한다.
2008년 출간된 노벨라 소설 <Revenge of the Judoon>에서는 가짜 임무에 속아넘어가는 바람에 1902년 영국으로 건너가 발모럴 성을 점령한다. 이후 닥터가 나서 대적한 끝에 지구로 절대 접근하지 않겠다는 약속을 맺는다. 이 같은 설정은 BBC Monster Files 시리즈에서도 소개됨으로써 공식적으로 자리잡았다. 비슷한 시기에 출간된 만화 <닥터 후 어드벤처>의 "The Great Mordillo" 편에서도 언급된다.
2008년 방영된 시즌 4 에피소드 "The Stolen Earth"에서 그림자 선언 (Shadow Proclamation)의 경비대로 등장한다. 타디스에서 내린 닥터를 주둔이 대면하며 신분을 밝히라는 장면에서 타디스가 영어로 따로 번역하지 않은 이유는, 주둔의 언어는 그림자 선언처럼 은하계 표준으로 자리잡은 것이기 때문에 그것을 지켰다는 설정이다. 그래서 닥터도 영어가 아닌 주둔의 언어로 신분을 밝힌다. 이 과정을 거친 뒤 주둔들도 멀쩡하게 영어로 말하기 시작한다.
2009년 방영된 사라 제인 어드벤처의 "Prisoner of the Judoon" 편에 주역으로 등장한다. 주둔의 티보 대위 (Captain Tybo)가 이끌던 죄수선이 지구에 추락해 아니힐라토 안드로박스 (Annihilator Androvax)라는 죄수가 탈출하면서 지구를 수색하게 된다. 안드로박스의 공격으로 잠시 의식을 잃은 티보 대위는 사라 제인 스미스 (엘리자베스 슬레이든 분)와 동료들의 도움으로 안드로박스의 뒤를 쫓으러 나선다. 누군가의 몸에 덧씌워져 조종할 수 있는 능력을 갖춘 안드로박스는 사라 제인에게 씌어 그녀를 조종하고 다닌다. 티보 대위는 런던 경찰차를 타고 배너맨로드로 갔다가 주둔 병력 지원 연락을 받는다. 티보 대위와 병력이 사라 제인의 집에 들어가자, 사라 제인을 조종하던 안드로박스가 슈퍼컴퓨터 미스터 스미스 (성우 알렉산더 암스트롱)에게 60 초 안에 폭발하라는 명령을 내린 것을 발견하지만, 사라 제인의 양아들 루크 스미스 (토미 나이트 분)이 미스터 스미스는 지구를 지키기 위해 프로그래밍되어 있지 않냐고 외쳐 위기를 벗어난다. 티보 대위는 유전 시스템으로 이동하여 나머지 주둔 부대를 재편성하고, 안드로박스를 체포해 그림자 선언 본부로 다시 데려간다. 여기서 티보 대위는 주둔의 지구 관할권이 없다는 사실을 망각한 모양인지 자동차 라디오 음량제한 수칙을 적극 단속하고, 음악을 너무 크게 틀어놓는 차에 접근해 운전자에게 총을 겨누기까지 한다. 그리고 본인들의 수색 작전에 간섭한 죄로 클라이드 랭거 (대니얼 앤서니 분)와 라니 찬드라 (안즐리 모힌드라 분)에게 지구에서 벗어나지 못한다는 약식 선고를 내린다.
2010년 방영된 시즌 5의 "The Pandorica Opens" 편에서 11대 닥터 (맷 스미스)의 공동 대항군 중 하나로 등장, 닥터가 우주를 파괴하려 한다고 믿고 스톤헨지 지하의 판도리카 상자에 가두는 데 일조한다. 2011년 시즌 6의 "A Good Man Goes to War"에서는 주둔 부대가 데몬스런 전투에서 맞서 싸울 닥터의 용병으로 고용된다. 손타란의 스트랙스 중령 (댄 스타키), 실루리안 전사들,  전 우주해적들과 힘을 합쳐 맨튼 대령과 성직자 부대를 체포하는 데 성공한다.
단순히 모습을 비춘 에피소드로는 2010년 "The End of Time"의 외계 술집에서 락시코리코팔라파토리어스 행성인과 마주하는 모습으로 등장, 2015년 "The Magician's Apprentice"에서 콜로니 사프가 그림자 선언을 방문했을 때 등장, 2015년 "Face the Raven"에서 함정 거리에 사는 모습으로 등장한 사례가 있다.
2020년 방영된 시즌 12에서 오랜만에 주인공으로 등장한다. "Fugitive of the Judoon" 편에서 13대 닥터 (조디 휘태커 분)은 색출 계약에 따라 도망친 죄수를 찾기 위해 영국 글로스터를 불법 수색중이던 주둔과 만난다. 주둔은 죄수의 흔적을 따라 루스 (조 마틴)과 리 클레이턴 (닐 스터크)의 집으로 찾아간다. 리는 주둔에게 항복하고, 닥터는 루스와 함께 현장을 빠져나와 글로스터 대성당으로 가서 해결책을 고민한다. 이후 주둔과의 계약을 주선한 갈리프레이 출신의 가트 (Gat)가 나타나 리를 죽인다. 주둔은 닥터와 루스를 뒤쫓아가 대성당으로 향하고, 루스는 13대 닥터에게 이전에는 알지 못했던 또다른 모습의 닥터임을 밝힌다. 루스는 13대 닥터의 생체보호막을 해독한 뒤 그녀의 소재를 찾기 위해 카멜레온 아치를 써서 인간 행세를 해왔던 것이었다. 이어서 주둔이 닥터를 공격하지만 루스가 나서 방어하고 함선으로 돌려보낸다. 주둔은 가트의 도움을 받아 두 닥터가 타고 있던 타디스를 찾아낸 뒤, 트랙터 빔을 사용하여 타디스 안으로 들어온다. 가트는 루스가 조작한 무기로 인해 실수로 자살에 이르고, 주둔 계약을 이행했다며 타디스를 떠난다.
2020년 방영된 "The Timeless Children"의 결말부에서 미제사건 담당 주둔 부대가 13대 닥터를 체포하고 종신형을 위해 최고 보안을 자랑하는 수감 시설로 보낸다.

## 등장 에피소드

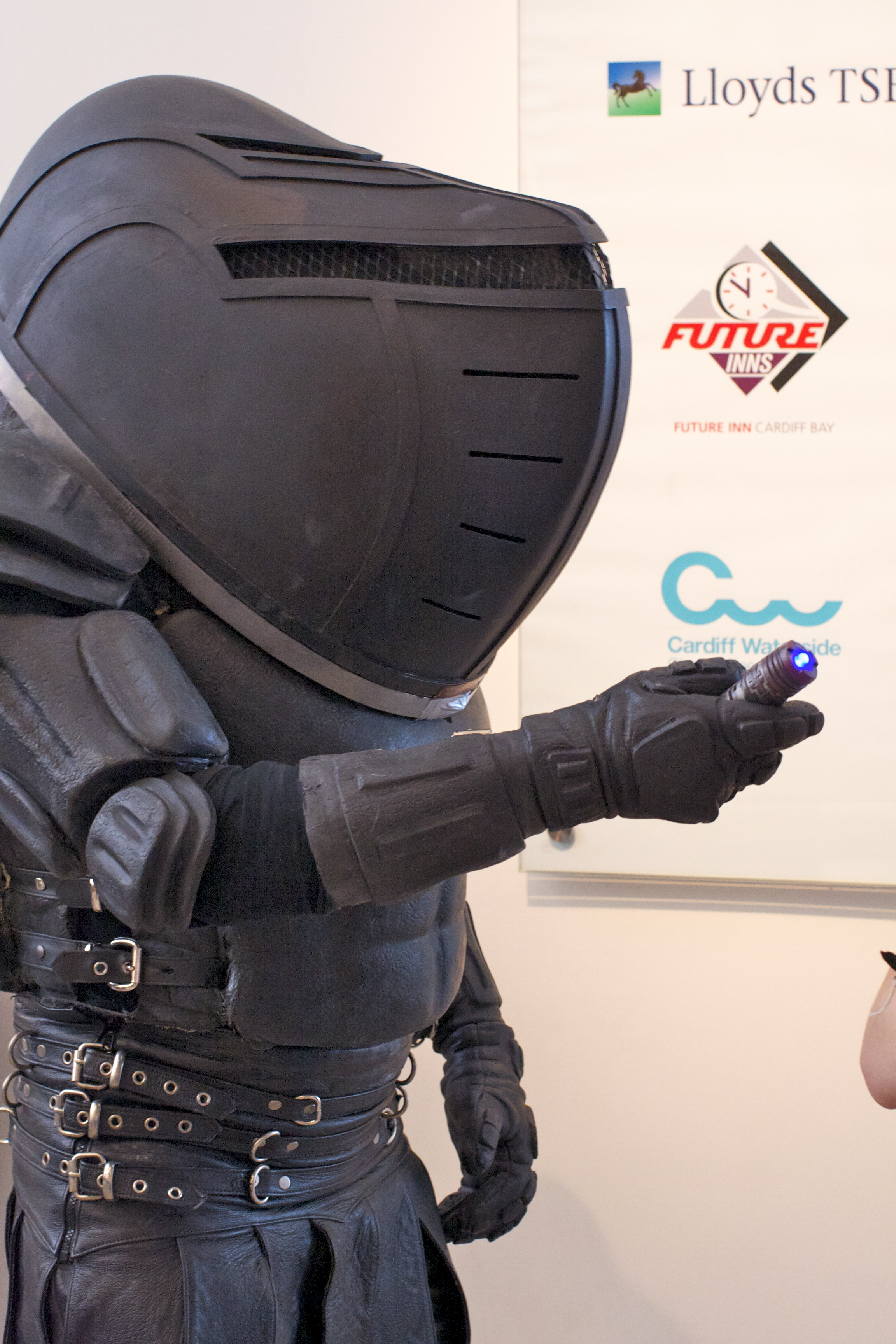
갑옷과 투구를 쓴 주둔의 모습.

### 닥터 후
- "Smith and Jones" (2007년)
- "Fugitive of the Judoon" (2020년)

#### 카메오 출연
- "The Stolen Earth" (2008년)
- "The End of Time" (2010년)
- "The Pandorica Opens" (2010년)
- "A Good Man Goes to War" (2011년)
- "The Magician's Apprentice" (2015년)
- "Face the Raven" (2015년)
- "The Timeless Children" (2020년)

### 사라 제인 어드벤처
- Prisoner of the Judoon (2009년)

### 오디오극
- "Judoon in Chains" (2016년)
- "One Mile Down" (2019년)

### 소설
- 테런스 딕스의 <Revenge of the Judoon> (뉴 시리즈 어드벤처)
- 콜린 브레이크의 <Judgement of the Judoon> (뉴 시리즈 어드벤처)
- 마이클 무어콕의 <The Coming of the Terraphiles> (뉴 시리즈 어드벤처)

### 만화
- Doctor Who – issues 3–6 (도망자 닥터)
- Doctor Who: The Forgotten – Issue 3 (Part Three: Misdirection) (5대 닥터, 티건 조반카, 비즐러 털로프 등장)
- Doctor Who: The Prisoners of Time – Issue 4 (4대 닥터, K9, 릴라 등장)
- Doctor Who: The 12th Doctor - Issues 3.9 - 3.12 (A Confusion of Angels) (12대 닥터, 빌 포츠, 나돌, 우는 천사, 헤븐리 호스트 등장)